# Didamsche Wetering
De Didamsche Wetering is een voor de waterhuishouding gegraven waterloop die loopt in het buitengebied tussen Didam in Montferland en Angerlo, in de Nederlandse provincie Gelderland.
Nabij Angerlo pompt een gemaal op landgoed Bevermeer het water naar het Broekhuizerwater dat bij Doesburg uitmondt in de IJssel.